# Jan Hayo Klimp
Jan Hayo Klimp (Steenbergen, 9 juli 1910 - Völlen, 15 augustus 1994) was een Nederlandse Oostlandboer en patrouillecommandant bij de Nederlandse Landwacht en nam tijdens de Tweede Wereldoorlog deel aan de Landstorm.
Klimp was als landbouwer in 1933 lid geworden van de Nationaal-Socialistische Beweging en was in bezettingstijd naar Oekraïne getrokken als Oostlandboer. Na zijn terugkeer werd hij hulplandwachter. Op 30 augustus 1949 werd hij als oorlogsmisdadiger, onder meer voor zijn leidende rol bij de razzia op het Leekstermeer waar Klimp getuige was dat een van de arrestanten werd neergeschoten,  bij verstek tot een levenslange gevangenisstraf veroordeeld. Hij ontsnapte echter op 12 januari 1951 uit de gevangenis  Veenhuizen en vluchtte naar Duitsland. Hij vond onderdak bij de weduwe van SS'er Johann Niemann, Henriëtte Niemann-Frey (1921-1980) met wie hij een relatie kreeg. Hier werd hij in 1978 gevonden in het dorpje Völlen vlak over de grens bij Stadskanaal.